# Sekundærrute 545
Sekundærrute 545 er en rutenummereret landevej på Sydthy og Morsø.
Ruten går fra Vestervig via Næssundoverfarten, Karby,  til Nykøbing Mors, hvor den lige før krydser Primærrute 26.
Rute 545 har en længde på ca. 40 km.